# Johannes III. Grünwalder

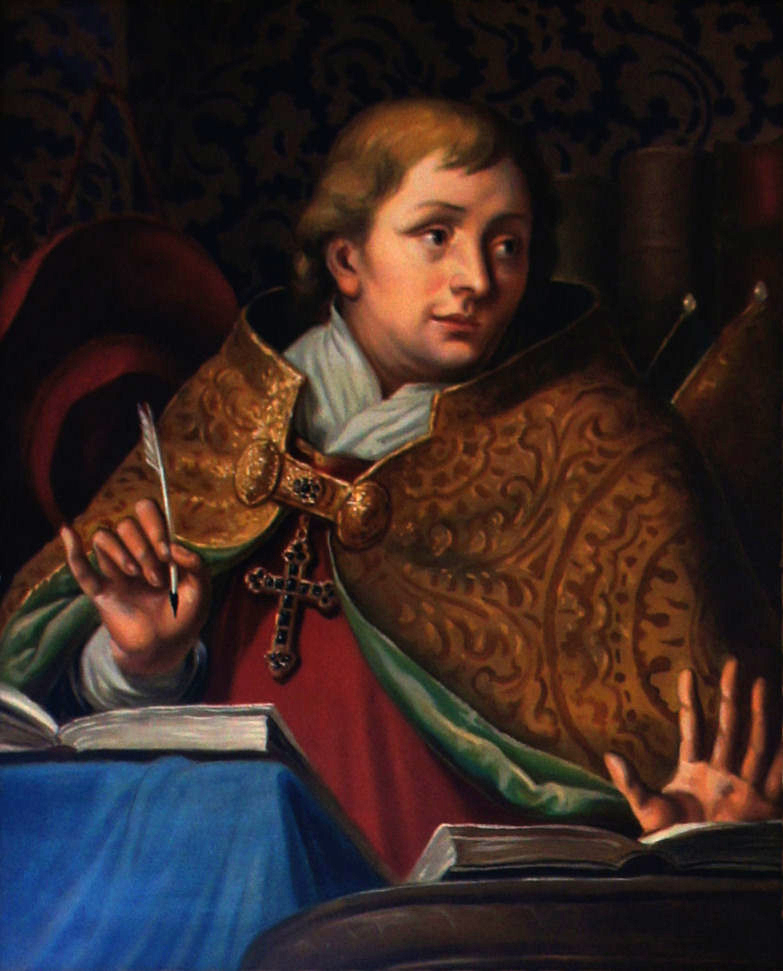
Johannes Grünwalder auf einem Gemälde im Fürstengang Freising

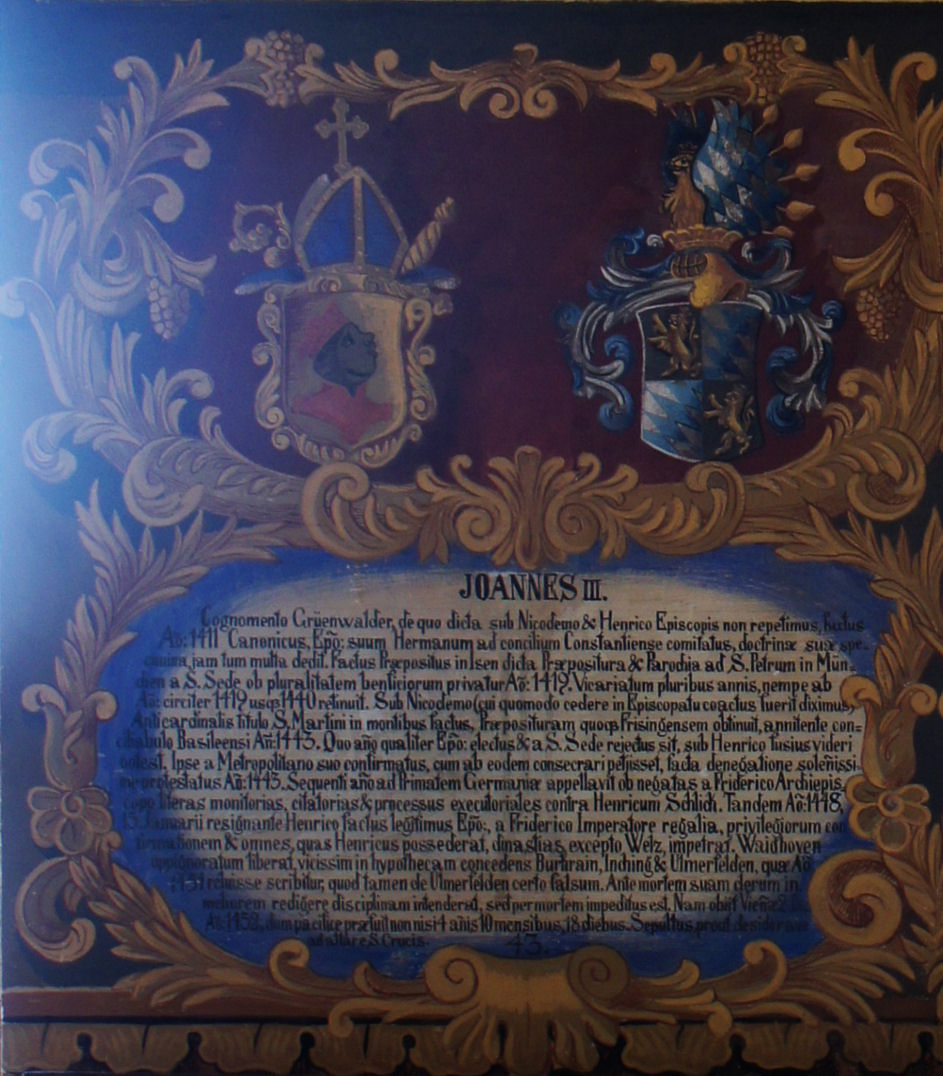
Wappentafel von Johannes Grünwalder im Fürstengang Freising

Johannes Grünwalder (* nach Januar 1392 auf Schloss Grünwald bei München; † 2. Dezember 1452 in Wien) war von 1443/48 bis 1452 als Johannes III. Fürstbischof von Freising.

## Jugend und erste Ämter
Grünwalder war ein illegitimer Sohn Herzog Johanns II. von Bayern-München und der Anna Pirsser.
Um seine Versorgung zu sichern, wurde er für den geistlichen Stand auserwählt. Seine erste Ausbildung erhielt er im Augustinerchorherrenstift in Indersdorf. Dort fiel er bereits positiv auf, als er als Minorist eine als vorbildlich erachtete Regel des Heiligen Augustinus schrieb. Bereits mit siebzehn wurde er 1411 Domherr zu Freising und ging dann zum Studium nach Wien. 1414 wurde er zum Propst von Isen und 1416 zum Pfarrer von St. Peter in München ernannt. Dieses Amt hatte er aber nie ausgeführt. Von 1416 bis 1418 studierte er in Padua kirchliches und römisches Recht und erhielt den Doktor der Rechte. 1418 wurde er zum Propst von Innichen ernannt.
Johannes befand sich also in einer günstigen Position, als durch den plötzlichen Tod des Freisinger Bischofs Hermann von Cilli am 13. Dezember 1421 der Bischofssitz frei wurde. Das Freisinger Domkapitel wählte ihn, der die Unterstützung der Münchener Wittelsbacher genoss, im Januar 1422 zum Bischof. Es gab jedoch noch zwei weitere Anwärter für den Bischofsstuhl: Der Habsburger Herzog Albrecht V. setzte sich beim Papst für Albrecht von Pottendorf ein. Papst Martin V. ignorierte hingegen das Wahlrecht des Domkapitels und entschied sich am 29. März 1422 für den von Heinrich XVI. von Niederbayern unterstützten Nikodemus della Scala. Herzog Albrecht gab seinen Kandidaten zugunsten von Nikodemus auf, doch das Domkapitel und Herzog Johann II. beharrten auf Johannes Grünwalder. Erst im Herbst 1422 kam durch Vermittlung des Salzburger Erzbischofs Eberhard III. von Neuhaus ein Vergleich zu Stande: Grünwalder verzichtete auf den Bischofsstuhl und wurde dafür ständiger Generalvikar mit jährlichen Sonderzahlungen und Nikodemus wurde ab dem 7. Dezember 1423 Fürstbischof von Freising.

## Wirken als ständiger Generalvikar und Pseudokardinal
Da Bischof Nikodemus als päpstlicher Kämmerer oft nicht in seinem Bistum anwesend war, lag es vor allem an Johannes, die Reformen des Klerus und der Klöster nach den Vorgaben des Konstanzer Konzils in der Diözese umzusetzen. Von 1424 bis 1427 war Grünwalder unterwegs und reformierte mit den Dompröpsten erfolgreich die Klöster Tegernsee, Weihenstephan, Dietramszell, Rottenbuch, Beuerberg, Scheyern, Indersdorf, Beyharting und Weyarn; nur in Ebersberg scheiterte er mit seinen Reformbemühungen. Durch seine Visitationen und die Maßnahmen zur inneren Erneuerung hatte er seinen ausgezeichneten Ruf in der geistlichen Welt erworben.
Im Konzil von Basel wurde Grünwalder ab Januar 1432 zu einer der Schlüsselfiguren. Da sein Bischof Nikodemus als Vertreter des Herzogs Albrecht V. von Österreich auftrat, lag es an Grünwalder, die Interessen des Hochstifts Freising zu vertreten. Da aber Nikodemus im September 1432 zum Frankfurter Fürstentag aufbrach und nicht mehr zum Konzil zurückkehren sollte, kamen auf Grünwalder vermehrt wichtige und bedeutsame Aufgaben zu. So leitete er 1433 einen Prozess gegen Ludwig VII. den Gebarteten, war 1433 an den Friedensverhandlungen zwischen England und Frankreich beteiligt, untersuchte 1434 im Auftrag des Konzils die römischen Prozesse, prüfte 1435 die Steuern für Rom und verhandelte 1436 mit Vertretern der griechisch-orthodoxen Kirche. Ende April 1437 verließ er das Konzil, um in seinem Heimatbistum zwei Diözesansynoden (April 1438 und Juli 1439) durchzuführen.
Am 25. Juni 1439 erklärte das Basler Konzil Papst Eugen IV. für abgesetzt und wählte Herzog Amadeus von Savoyen als Felix V. zum neuen Papst. Dieser bat Grünwalder dringend nach Basel. Grünwalder reiste an und erregte Aufsehen mit seinem Schreiben Traktat über die Autorität Allgemeiner Konzilien, in dem er erläuterte, dass die Konzile über dem Papst stehen, da diese ihre Gewalt unmittelbar von Christus haben. Er stellte sich somit auf Seiten Felix’ V. und schaffte es, dass Herzog Albrecht III. der Fromme von Bayern-München sich offen zu Felix V. bekannte. Als Lohn überreichte Papst Felix Johannes den Kardinalshut: Johannes vicarius Frisingensis presbiter et cardinalis tit. S. Martini in Montibus. Grünwalder wurde so zum ersten Kardinal des Bistums. Sein Bischof Nikodemus dagegen hielt mit Papst Eugen IV. und erklärte Grünwalder als Generalvikar für abgesetzt und aller Ämter enthoben. Alle Vermittlungsversuche schlugen fehl und beide überzogen sich nun gegenseitig mit Prozessen, wer nun welche Ämter innehabe und wer wem übergeordnet sei.

## Bischof von Freising
Als Nikodemus am 13. August 1443 starb, wählte das Freisinger Domkapitel am 13. September 1443 einstimmig Grünwalder als Johannes III. zum Bischof von Freising, nachdem er ja 1422 schon einmal gewählt worden war. Die Wahl wurde ordnungsgemäß vom Salzburger Erzbischof Johann II. von Reisberg bestätigt und Johannes III. zog am 10. Oktober als Bischof in Freising ein.
In der Zwischenzeit hatte sich jedoch Kaspar Schlick, der mächtige Kanzler der deutschen Könige, für seinen Bruder Heinrich als neuen Bischof von Freising starkgemacht und bekam Unterstützung von König Friedrich III. Da es sich weder Papst Felix V. noch Papst Eugen IV. mit dem König verderben wollten, zog sich die Antwort auf die Streitfrage, wer nun Bischof von Freising werden sollte, hin. Papst Eugen IV. erklärte im Januar 1444 Heinrich zum rechtmäßigen Bischof, Papst Felix antwortete gar nicht mehr. Völlig unerwartet ließ aber König Friedrich Heinrich II. Schlick fallen und bat im April 1448 Papst Nikolaus V., Heinrich Schlick abzuberufen und Grünwalder zum Bischof von Freising zu ernennen. Im August 1448 verzichtete Heinrich II. Schlick auf seine Ansprüche. Grünwalder seinerseits verzichtete auf den Kardinalstitel, schwor Papst Nikolaus V. die Treue und war nun endlich von allen anerkannter Bischof von Freising.
Johannes III. stand nun im Zenit seiner Laufbahn. Er war Vorsitzender des königlichen Gerichtes und wurde zum Vermittler beim Streit um die ungarische Königskrone zwischen Władysław III. und Ladislaus bestellt.
Sein Bistum selbst war finanziell zerrüttet; die Auszahlung und die Überlassung von Oberwölz an Heinrich Schlick schädigten das Hochstift sehr. 1451 verkaufte Johannes III. die Herrschaft Ulmerfeld (heute Gemeinde Amstetten, Niederösterreich), um mit dem Geld die verpfändeten Güter Burgrain, Innichen und Waidhofen an der Ybbs einzulösen. Er ließ jedoch jährlich tausend Gulden zurücklegen, um Ulmerfeld wieder zurückkaufen zu können. Dies gelang seinem Nachfolger Johann IV. Tulbeck.
In geistlicher Hinsicht war Johannes Regentschaft vorbildlich: Seine Klosterreformen als Generalvikar wirkten immer noch nach und bei der Visitation, die Kardinal Nikolaus von Kues 1451 im Auftrag des Papstes durchführte, schnitten die Klöster seines Bistums am besten ab.
Schon zu Lebzeiten ließ sich Johannes III. ein Grabmal von Jakob Kaschauer aus Wien errichten. Es befindet sich heute an der Südseite der Domvorhalle. Johannes III. Grünwalder starb während der Verhandlungen mit den Ungarn am 2. Dezember 1452 im Freisinger Hof in Wien.